# الغذاء والجنس

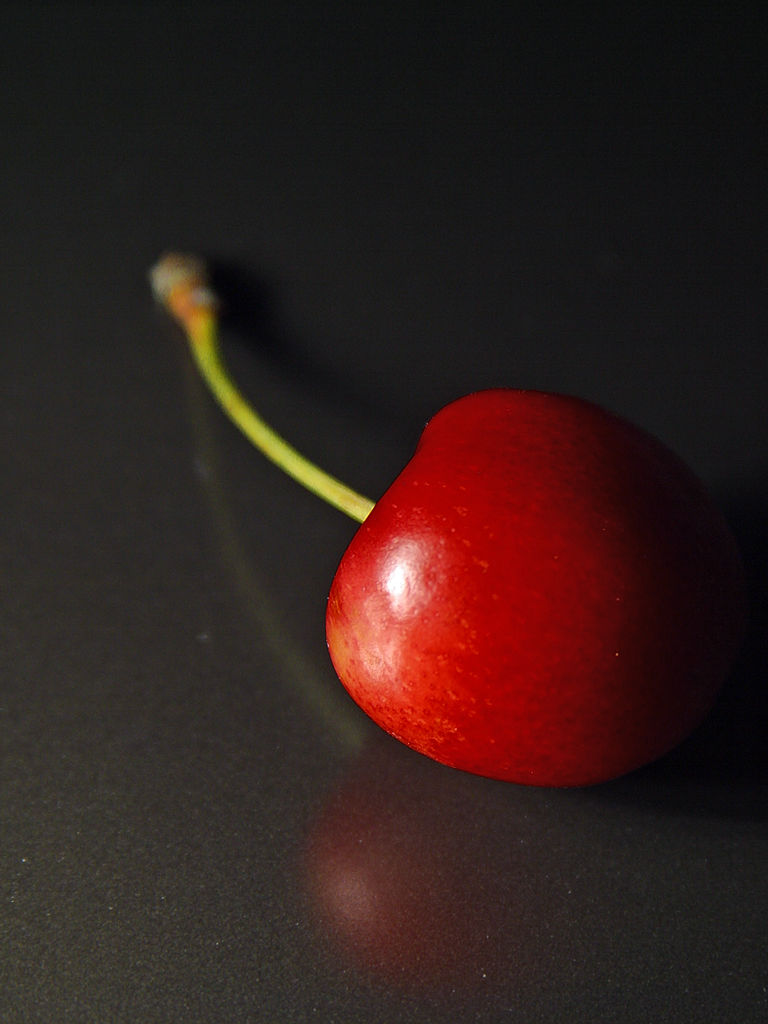

ارتبط الغذاء والجنس بطرق مختلفة عبر التاريخ. ويقال إن الأطعمة مثل الشوكولا والمحار تكون منشطات جنسية. في بعض الثقافات يتم استهلاك الخصيتين الحيوانية وغيرها من المواد لزيادة القدرة الجنسية  كما تدل المواد الغذائية على رموز، مثل كتاب «الفاكهة المحرمة» أو الكرز مع ارتباطاتها المتعلقة بالعذرية. كما تستخدم المواد الغذائية بشكل مجازي في المصطلحات الجنسية والشعر. تعتبر بعض الأطعمة شهوانية لمظهرها، وملمسها وطعمها. تستخدم الكريمة المخفوقة، والشيكولاتة المذابة، والمربى، والفراولة التي غالبًا ما يتم غمسها في الشوكولاتة وزبدة الفول السوداني في بعض الأحيان للحصول على الدغدغة الحميمية. كما تم استكشاف العلاقة بين الغذاء والجنس في الكتب والسينما.